# 24 uur van Le Mans 1923

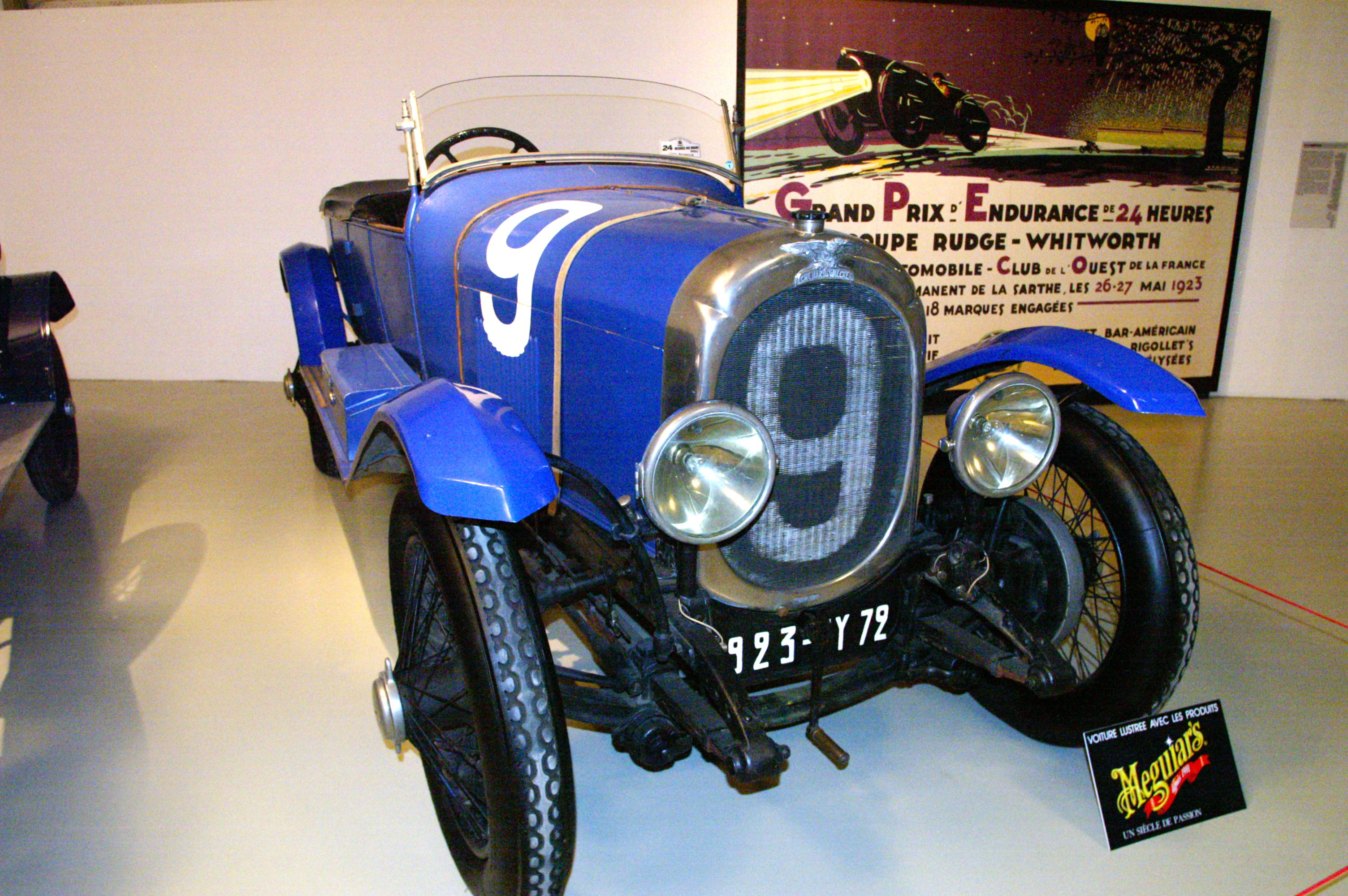
De winnende auto: de Chenard-Walcker Type U3 15CV Sport #9.

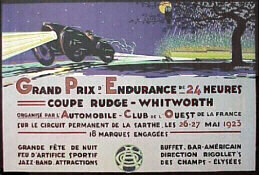
Affiche van de 24 uur van Le Mans van 1923

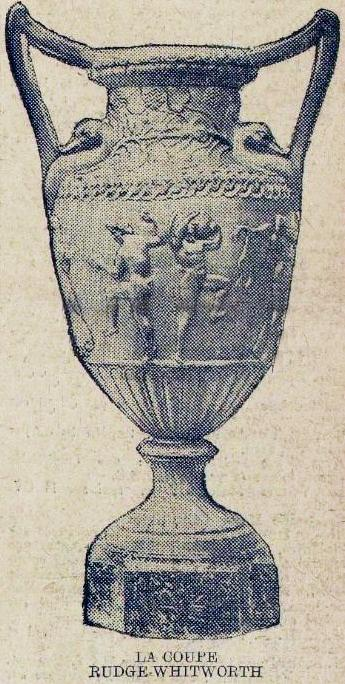
De Rudge-Whitworth Triennial Cup, die werd uitgereikt aan de fabrikant die tussen 1923 en 1925 het meeste aantal ronden boven de door hen doorgegeven doelafstand had afgelegd.

De 24 uur van Le Mans 1923 (Frans: Grand Prix d'Endurance de 24 Heures) was de eerste editie van deze endurancerace. De race werd verreden op 26 en 27 mei 1923 op het Circuit de la Sarthe nabij Le Mans, Frankrijk en werd gewonnen door André Lagache en René Léonard.
De kwalificatiedag op 25 mei vergde van de piloten de demonstratie dat zij met hun voertuig het volledige traject konden afleggen. Alle autocoureurs die dit konden waren gekwalificeerd voor de wedstrijd. Dit leverde een deelnemersveld op met 59 Fransen, vier Belgen, een Brit, een Canadees en een Zwitser. Voor de startpositie ging men uit van de cilinderinhoud van de deelnemende voertuigen, de voertuigen op de eerste lijn hadden de hoogste cilinderinhoud. Het betrof twee Excelsior Albert 1er voertuigen met 5,3 L I6 motor. De tweede en derde startlijn waren voor drie teams met een Lorraine-Dietrich B3-6 met 3,4 L I6 en een team met een Bentley 3 Litre.
Bij het eindklassement was er een algemeen winnaar, het team van André Lagache en René Léonard, die in de Chenard-Walcker SA #9 met een Chenard-Walcker Sport (3,0 L I4) 128 ronden aflegden, maar ook eindklassementen per motorisatiecompartiment waar Lagache en Léonard het 3.0 literklasse wonnen. Er waren bijkomende winnaars voor de 8.0 liter-, de 5.0 liter-, de 2.0 liter-, de 1.5 liter- en de 1.1 literklasse. Deze winnaars worden hier gerangschikt naar hun finishpositie. De 2.0-klasse werd gewonnen door de Établissements Industriels Jacques Bignan #23 van Raymond de Tornaco en Paul Gros. De 8.0-klasse werd gewonnen door de Automobiles Excelsior SA #2 van Nicolas Caerels en André Dills. De 5.0-klasse werd gewonnen door de Société Lorraine De Dietrich et Cie #7 van André Rossignol en Gérard de Courcelles. De 1.5-klasse werd gewonnen door de Automobiles Ettore Bugatti #29 van Max de Pourtalès en Sosthene de la Rochefoucauld. De 1.1-klasse werd gewonnen door de Société des Moteurs Salmson #34 van Lucien Desvaux en Georges Casse.

## Race
Winnaars in hun klasse zijn vetgedrukt. Er waren dit jaar echter geen officiële onderscheidingen in klassen; deze werden later met terugwerkende kracht ingevoerd. Auto's die een gelijk aantal ronden hadden afgelegd, werden op dezelfde positie in de einduitslag geplaatst, ongeacht de volgorde waarin zij over de finish kwamen. Van de auto's van het team Etablissements Automobiles Rolland et Pilain SA melden verschillende bronnen dat zij met andere startnummers hebben gereden, bij deze inschrijvingen staan beide startnummers vermeld.
| Pos. | Klasse | No.       | Team                                               | Coureurs                                      | Chassis                               | Motor                      | Banden | Ronden |
| ---- | ------ | --------- | -------------------------------------------------- | --------------------------------------------- | ------------------------------------- | -------------------------- | ------ | ------ |
| 1    | 3.0    | 9         | Chenard-Walcker SA                                 | André Lagache René Léonard                    | Chenard-Walcker Type U3 15CV Sport    | Chenard-Walcker 3.0L S4    | M      | 128    |
| 2    | 3.0    | 10        | Chenard-Walcker SA                                 | Christian Dauvergne Raoul Bachmann            | Chenard-Walcker Type U3 15CV Sport    | Chenard-Walcker 3.0L S4    | M      | 124    |
| 3    | 2.0    | 23        | Établissements Industriels Jacques Bignan          | Raymond de Tornaco Paul Gros                  | Bignan 11CV 'Desmo' Sport             | Bignan 1979cc S4           | E      | 120    |
| 4=   | 8.0    | 2         | Automobiles Excelsior SA                           | Nicolas Caerels André Dills                   | Excelsior Adex C                      | Excelsior 5.3L S6          | E      | 112    |
| 4=   | 3.0    | 8         | Bentley Motors Limited                             | John Duff Frank Clement                       | Bentley 3 Litre Sport                 | Bentley 3.0L S4            | Rapson | 112    |
| 4=   | 2.0    | 24        | Établissements Industriels Jacques Bignan          | Philippe de Marne Jean Martin                 | Bignan 11CV Sport                     | Bignan 1979cc S4           | E      | 112    |
| 7    | 3.0    | 11        | Chenard-Walcker SA                                 | Raymond Glaszmann Fernand Bachmann            | Chenard-Walcker Type U2 15CV Tourisme | Chenard-Walcker 3.0L S4    | M      | 110    |
| 8    | 5.0    | 7         | Société Lorraine De Dietrich et Cie                | André Rossignol Gérard de Courcelles          | Lorraine-Dietrich B3-6 Sport 15CV     | Lorraine-Dietrich 3.4L S6  | E      | 108    |
| 9    | 8.0    | 1         | Automobiles Excelsior SA                           | Gonzaque Lécureul Flaud                       | Excelsior Adex C                      | Excelsior 5.3L S6          | E      | 106    |
| 10   | 1.5    | 29        | Automobiles Ettore Bugatti                         | Max de Pourtalès Sosthene de la Rochefoucauld | Bugatti T22                           | Bugatti 1495cc S4          | E      | 104    |
| 11   | 3.0    | 17        | Société des Automobiles Brasier                    | Eugène Verpault Migeot                        | Brasier TB4 12CV                      | Brasier 2.1L S4            | D      | 99     |
| 12=  | 3.0    | 16        | Automobiles Delage SA                              | Paul Torchy Belbeu                            | Delage DE 2 Litre Sport               | Delage 2.1L S4             | M      | 98     |
| 12=  | 1.1    | 34        | Société des Moteurs Salmson                        | Lucien Desvaux Georges Casse                  | Salmson VAL-3                         | Salmson 1086cc S4          | E      | 98     |
| 14   | 3.0    | 19        | Établissements Charles Montier et Cie              | Charles Montier Albert Ouriou                 | Ford-Montier                          | Ford 2008cc S4             | M      | 97     |
| 15=  | 2.0    | 21        | Automobiles Georges Irat                           | Jean Dourianou M. Cappé                       | Georges Irat Type 4A Sport            | Georges Irat 1995cc S4     | E      | 93     |
| 15=  | 1.1    | 33        | Société des Moteurs Salmson                        | Luis Ramon Bueno Maurice Benoist              | Salmson VAL-3                         | Salmson1086cc S4           | E      | 93     |
| 17   | 3.0    | 14 / (26) | Etablissements Automobiles Rolland et Pilain SA    | Gaston Delalande Jean de Marguenat            | Rolland-Pilain B22 Sport              | Rolland-Pilain 2.3L S4     | D      | 92     |
| 18   | 1.1    | 35        | Société Nouvelle de l'Automobile Amilcar           | Maurice Boutmy Jérôme Marcandanti             | Amilcar CV                            | Amilcar 1004cc S4          | E      | 89     |
| 19=  | 5.0    | 5         | Société Lorraine De Dietrich et Cie                | Robert Bloch Stalter                          | Lorraine-Dietrich B3-6 Sport 15CV     | Lorraine-Dietrich 3.4L S6  | E      | 88     |
| 19=  | 3.0    | 12        | Automobiles Marius Berliet SA                      | Édouard Probst Redon                          | Berliet VH 12CV                       | Berliet 2.6L S4            | M      | 88     |
| 21   | 3.0    | 15 / (25) | Etablissements Automobiles Rolland et Pilain SA    | Georges Guignard Louis Sire                   | Rolland-Pilain R Berline              | Rolland-Pilain 2.2L S4     | D      | 84     |
| 22   | 1.5    | 28        | Automobiles Ettore Bugatti                         | Louis Pichard René Marie                      | Bugatti T22                           | Bugatti 1495cc S4          | E      | 82     |
| 23=  | 2.0    | 25 / (15) | Etablissements Automobiles Rolland et Pilain SA    | Jean Pouzet Edmond Pichon                     | Rolland-Pilain RP23 Berline           | Rolland-Pilain 1924cc S4   | M      | 80     |
| 23=  | 2.0    | 26 / (14) | Etablissements Automobiles Rolland et Pilain SA    | Jules Robin Gérard Marinier                   | Rolland-Pilain RP23 Sport             | Rolland-Pilain 1924cc S4   | M      | 80     |
| 23=  | 1.5    | 30        | Societe Française des Automobiles Corre            | Louis Balart Charles Drouin                   | Corre La Licorne V14 8CV              | SCAP 1393cc S4             | E      | 80     |
| 26   | 2.0    | 27        | Société des Anciens Ateliers Vinot-Deguingand      | Léon Molon Lucien Molon                       | Vinot-Deguingand BP 10CV              | Vinot-Deguingand 1847cc S4 | M      | 77     |
| 27   | 3.0    | 18        | Société des Automobiles Brasier                    | Léopold Jouguet Maillon                       | Brasier TB4 12CV                      | Brasier 2.1L S4            | D      | 76     |
| 28   | 2.0    | 20        | Societe Française des Automobiles Corre            | Albert Colomb Waldemar Lestienne              | Corre La Licorne B7 12CV              | Ballot 2001cc S4           | E      | 74     |
| 29   | 2.0    | 22        | Automobiles Georges Irat                           | Pierre Malleveau Milhaud                      | Georges Irat Type 4A Sport            | Georges Irat 1995cc S4     | E      | 73     |
| 30   | 1.1    | 32        | Société des Automobiles à Refroidissements par Air | Lucien Erb Robert Battagliola                 | SARA ATS 7CV                          | SARA 1098cc S4             | D      | 57     |
| DNF  | 5.0    | 6         | Société Lorraine De Dietrich et Cie                | Henri Stoffel Rene Labouchère                 | Lorraine-Dietrich B3-6 Sport 15CV     | Lorraine-Dietrich 3.4L S6  | E      | 50     |
| DNF  | 3.0    | 13        | Automobiles Marius Berliet SA                      | Roland Jacquot Georges Ribail                 | Berliet VH 12CV                       | Berliet 2.6L S4            | M      | 44     |
| DNF  | 1.1    | 31        | Société des Automobiles à Refroidissements par Air | François Piazzoli André Marandet              | SARA ATS 7CV                          | SARA 1098cc S4             | D      | 14     |
| DNA  | 5.0    | 3         | Avions Voisin                                      |                                               | Voisin C5                             | Voisin 4.0L S4             | ?      | 0      |
| DNA  | 5.0    | 4         | Avions Voisin                                      |                                               | Voisin C5                             | Voisin 4.0L S4             | ?      | 0      |

1923 · 1924 · 1925 · 1926 · 1927 · 1928 · 1929 · 1930 · 1931 · 1932 · 1933 · 1934 · 1935 · 1936 · 1937 · 1938 · 1939 · 1940 - 1948 · 1949 · 1950 · 1951 · 1952 · 1953 · 1954 · 1955 (Ramp) · 1956 · 1957 · 1958 · 1959 · 1960 · 1961 · 1962 · 1963 · 1964 · 1965 · 1966 · 1967 · 1968 · 1969 · 1970 · 1971 · 1972 · 1973 · 1974 · 1975 · 1976 · 1977 · 1978 · 1979 · 1980 · 1981 · 1982 · 1983 · 1984 · 1985 · 1986 · 1987 · 1988 · 1989 · 1990 · 1991 · 1992 · 1993 · 1994 · 1995 · 1996 · 1997 · 1998 · 1999 · 2000 · 2001 · 2002 · 2003 · 2004 · 2005 · 2006 · 2007 · 2008 · 2009 · 2010 · 2011 · 2012 · 2013 · 2014 · 2015 · 2016 · 2017 · 2018 · 2019 · 2020 · 2021 · 2022 · 2023 · 2024